# NY6型内燃机车
NY6型柴油机车是西德亨舍尔公司於1970年代为中国铁路设计制造的液力传动柴油机车车型之一。该型机车是采用双机组设计的干线货运机车，设有两套相同而又互相独立的动力传动机组，车上装有两台MTU MB 16V 652 TB10型高速柴油机，以及两台福伊特L820rU型液力传动装置，机车最大速度为120公里/小时，机车名义功率为4600马力，最大运用功率为4300马力。除了柴油机型号和个别配件稍有不同，其他如车体结构、设备布置、辅助机组、传动装置、走行装置等部分皆与NY7型柴油机车完全相同。NY6型机车总数共计10台，其中6台配属北京铁路局北京内燃机务段，其余4台配属铁道部专运处使用。

## 发展历史

### 引进背景
1967年，中国为了引进西德液力传动柴油机车的先进技术，引进四台由亨舍尔公司制造、以德国联邦铁路V320型柴油机车为基础、根据中国方面订货要求而设计的4000马力液力传动柴油机车，即NY5型柴油机车，作为自主研制大马力液力传动柴油机车的技术样板。NY5型机车投入运用以后由于性能表现良好，同时为了缓解缺乏大功率柴油机车的局面，中国于1970年决定再次向亨舍尔公司订购一批功率更大的液力传动柴油机车。1970年夏季，中德双方进行了为期三个月的贸易和技术谈判，确定了机车的技术条件。1970年7月，中国技术进出口总公司代表中华人民共和国铁道部，与西德亨舍尔公司正式签订了30台大功率液力传动柴油机车的订单，合同总价值超过8000万西德马克，这也是继1958年埃及向亨舍尔订购总值1亿马克的柴油机车之后，十二年来西德机车车辆制造业收到的最大一张出口订单。
根据中国提出的订货要求，新机车是以NY5型机车为基础、设计速度为120公里/小时的干线货运机车，在技术条件允许的情况下尽量提高机车功率和牵引力。这批机车号称当时世界上单机功率最大的液力传动柴油机车，原计划全部装用MTU MA 12V 956系列柴油机，机车标定功率为5400马力。然而，MTU MA 12V 956 TB10型柴油机虽然是当时西德能够提供的功率最大的机车用柴油机，但该型柴油机未经详尽的运用试验就投入批量生产，并且大量装用于德国联邦铁路218型柴油机车上，因此运用初期柴油机常常发生故障，不能用于出口产品。同时，MTU公司正忙于查找缺陷和作出修改，作为改进型的MTU MA 12V 956 SB10型柴油机迟迟未能定型生产。
鉴于中国要求的交货时间较为紧迫，经协商后决定先行交付10台装用MTU MB 16V 652 TB10型柴油机的机车，该型柴油机虽然功率较小但技术成熟可靠，被广泛装用于德国联邦铁路216型、215型、217型柴油机车。这批机车在中国铁路系统内被定型为NY6型柴油机车，机车标定功率为4600马力，在亨舍尔公司的内部设计代号为DHG 4600，机车生产序号为31621～31630。而订单中的其余20台机车则仍然装用MTU  MA 12V 956 SB10型柴油机，机车标定功率为5400马力，在中国铁路系统内被定型为NY7型柴油机车，在亨舍尔公司的内部设计代号为DHG 5400，机车生产序号为31631～31650。NY6型机车与NY7型机车相比，除了柴油机型号和相关配件不同之外，其他如车体结构、设备布置、辅助机组、传动装置、走行装置等部分皆完全相同，因此两者实际上是不同功率等级的同型机车，因此它们亦拥有连续的机车编号，车号分别为0001～0010、0011～0030。

### 运用历史

#### 北京内燃机务段

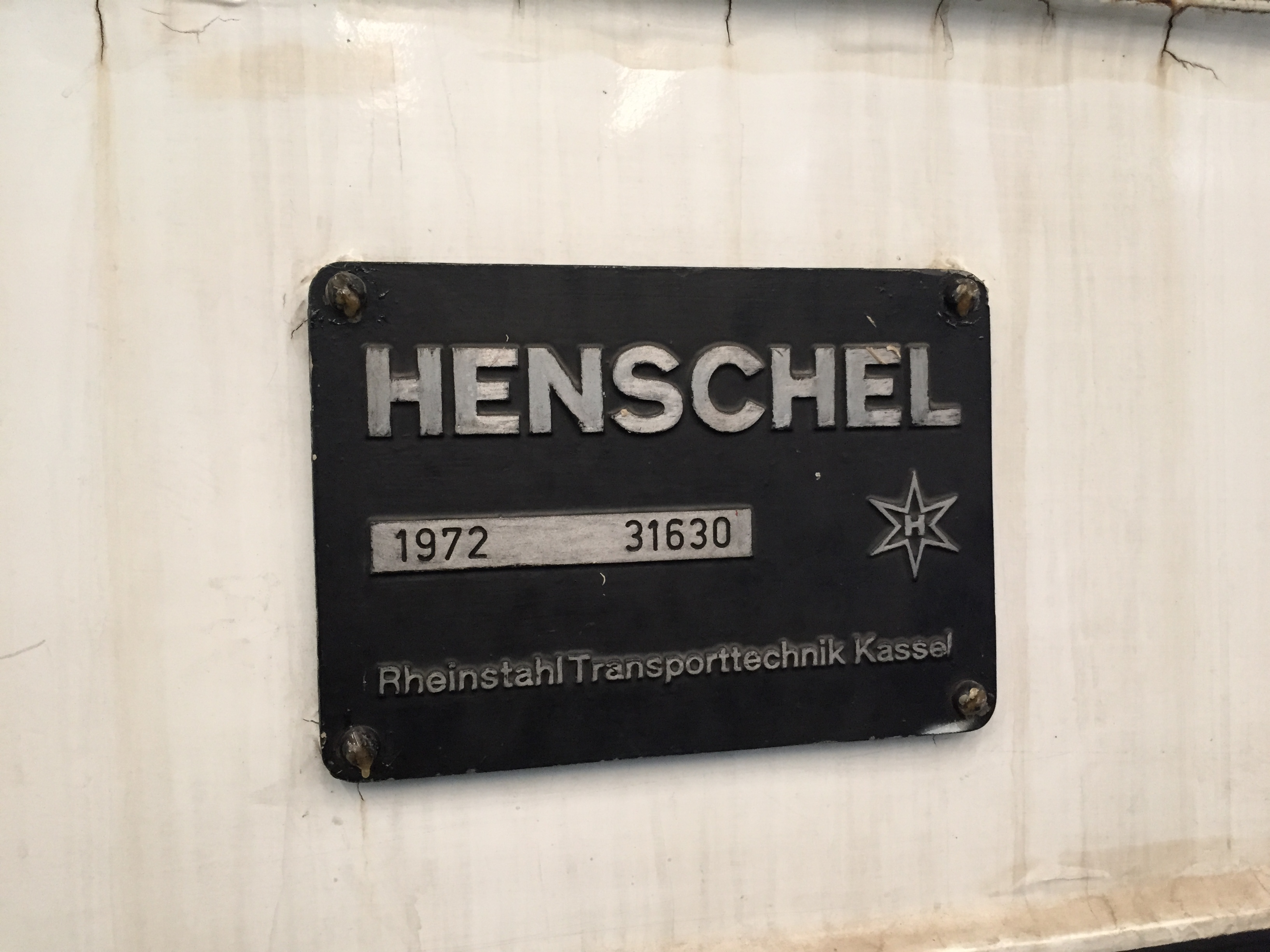
机车上的亨舍尔工厂铭牌

NY6型柴油机车由位于德国黑森州卡塞尔的亨舍尔机车工厂组装，机车完成出厂验收试验后在汉堡港装船启运，并于1972年夏季运抵中国塘沽新港，同年6月正式投入运用。首六台NY6型机车（0001～0006）配属北京铁路局北京内燃机务段使用，NY5、NY6、NY7三种车型被机务部门昵称为“大马力”。1970年代，北京内燃段的“大马力”机车主要担当京包铁路北京至张家口、京山铁路北京至山海关、京广铁路北京至安阳区段的旅客列车牵引任务。1970年代后期开始，随着北京内燃机务段增配北京型柴油机车，“大马力”机车改为担当京包铁路、京承铁路、京原铁路、丰沙铁路等北京周边山区铁路干线的客运牵引任务，其中NY6型机车主要用于牵引京承铁路北京至承德区段、京包铁路北京至大同区段的旅客列车，尤其在京包铁路南口至青龙桥之间坡度达到33‰的关沟段担当本务机车和补机，成为八达岭长城脚下老京张铁路的一道经典风景。
“大马力”机车拥有当时国际上最为先进的液力传动技术，对中国的液力传动柴油机车发展具有重要的促进作用。1972年10月，为了消化吸收西德的液力传动技术，铁道部工厂总局安排大连所、四方厂、戚墅堰厂、二七厂、资阳厂、西南交大等单位，对NY6、NY7型柴油机车所使用的福伊特L820rU型液力传动装置和KB510/41型液力制动器进行测绘。中国从中吸收了变扭器叶型、端面齿轮连接、万向轴和轴承等方面的设计制造技术，使国产液力传动装置的性能和可靠性得到大幅提升，并且被应用于北京型、东方红3型、东方红4型等国产机车，特别是采用单机组传动系统的北京型柴油机车，其液力变扭器效率和轮周效率均已达到了世界先进水平。“大马力”系列机车一直以极高的安全可靠性而备受机务部门赞誉，根据1980年北京内燃机务段液力传动机车使用情况的数字统计，“大马力”机车的每十万公里机破件数、临修件数、机车不良率均优于国产的东方红3型、北京型机车，零部件检修周期亦一般比国产机车长约五倍，而配件的磨耗和更换率也相对较低。
“大马力”系列机车从投入运用开始，由于没有工厂能够承接大修任务，机车一切修程都由北京内燃机务段承包，段修范围有些方面甚至已扩大到厂修的范围，例如柴油机机体的曲轴主轴瓦孔的涂镀与镗孔等，但还有些问题是段方无能力解决的，有些重要零部件长期得不到维修保养，对机车运行构成安全隐患。例如因为没有合适的退轮设备，车轮大修问题一直未能彻底解决。国产机车一般走行60～70万公里就需要入厂大修，而许多“大马力”机车的走行里程已超过300万公里，但轮对仍然没有正常进行厂修。除此之外，对于进口机车而言配件供应往往决定机车使用寿命，但国家每年分配用于进口配件的外汇款额非常有限，进口配件的价格逐年上涨，而且某些配件在国外已停止生产，因此配件供应亦是长期困扰着“大马力”系列机车的另一个问题。1980年代起，气缸套、预燃室、主轴瓦等开始采用国产配件代替进口配件。1988年8月，为了提高乘务人员对机车维护保养的责任心，北京机务段把“大马力”机车从轮乘制改为包乘制之后，机车临修和机破件数明显减少。NY6型0001～0004号机车于1997年报废，NY6型0005号机车于2002年报废。

#### 铁道部专运处

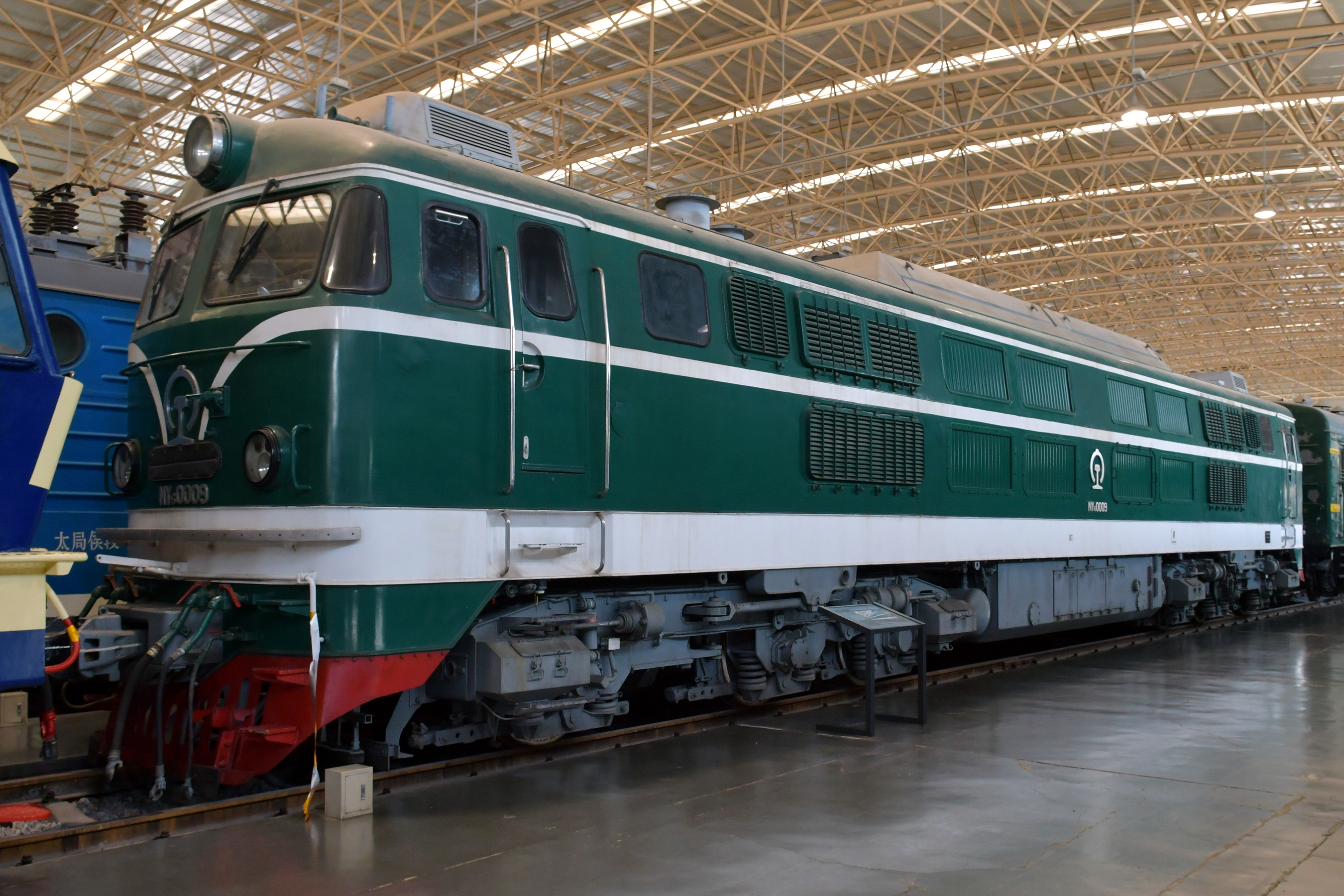
NY6型0009号机车

后四台NY6型机车（0007～0010）交由中华人民共和国铁道部专运处使用，专门担当国家领导人和国外贵宾的专列牵引任务，从1970年代起一直是中国最主要的专运机车，例如毛泽东、华国锋、邓小平、杨尚昆、江泽民等领导人的专列均曾经由NY6型机车牵引，1992年邓小平南巡专列就是由NY6型0009号机车全程牵引。专运机车的维护保养明显优于一般机车，平日非执行任务时停放于北京内燃机务段，并且每月至少进行一次溜轴。
至2000年代，随着最高速度达到160公里/小时的25K型专运客车投入运用，陆续取代了专运处原来使用的25B型和RW9型专运车辆，最高速度仅120公里/小时的NY6型机车已不能满足需要。2001年5月，中国铁道部向戚墅堰机车车辆厂下达任务，要求在东风11型柴油机车的基础上研制新型专运机车，以替代日渐老化且配件缺乏的NY6型机车。随着东风11Z型柴油机车于2002年研制成功、2004年正式加入专运车队之后，四台NY6型机车改为备用机车，并于2009年6月正式退出专运队并报废。

## 技术特点

### 总体布置
NY6型柴油机车是4600马力的干线货运用液力传动柴油机车，机车采用全钢焊接结构的框架承载式车体，焊接在一起的车体和车架共同构成一个刚性的整体承载结构。车底架长度为22,000毫米，转向架中心间距为12,800毫米，车钩中心线间距为23,610毫米，车架两端设有装有排障器、自动车钩和车钩缓冲器。车体部分用轻型钢结构作为骨架，并在外部敷以薄钢板作为蒙皮。机车采用双端司机室、双侧对称结构的布置，可根据行车方向由机车任一端司机室操纵机车。为了便于机车运行过程中司机对动力室的巡检，两端司机室通过双侧内走廊通道相连，取代了NY5型机车的单侧走廊布置方式。车内设备布局采用双机组对称布置，装有两套相同而独立的动力传动机组，每套机组包括一台柴油机及传动装置，可以根据需要使用其中任何一套或两套同时工作。车体内部从前端至后端分为第一司机室、第一动力室、传动冷却室、第二动力室、第二司机室等五个部分。
司机室内设有正副司机操纵台、电气控制柜、空气制动阀、手制动器手轮等设备，司机主操纵台设置在机车前进方向的左侧，控制器手轮设有按逆时针方向转动的31位运转位，而按顺时针方向转动为16位液力制动位。两个动力室各装有一台柴油机，以及燃油及机油的输送和加热等配套设备。第二动力室内装有一台电动的主空气压缩机，另外还设有一台辅助柴油机，用于驱动辅助空气压缩机和辅助发电机；第一动力室内还设有一台预热锅炉。当机车长时间停车待机时，由辅助柴油机供应辅助电源和压缩空气，避免主柴油机在无负荷情况下长时间运转，并且有效节省燃油消耗。传动冷却室内下部的车架上装有两组液力传动装置，每组液力传动装置各自设有辅助输出轴，并通过弹性联轴节驱动起动发电机和静液压泵。
NY6型柴油机车设有两套彼此独立的冷却水系统，两套V型结构的散热器组设置在传动装置上方，每组铜质管片式散热器由34个冷却单节组成，散热器元件采用德国著名冷却设备制造商贝洱公司（Behr）的产品。每组散热器各设有两台轴流式冷却风扇，分别为柴油机主循环系统（26个冷却单节）和中冷器次循环系统冷却（8个冷却单节）。冷却空气从车体侧墙上的通风百叶窗口吸入，流经散热器和吸收热量之后从车顶排出。车体下方两台转向架之间的空间，吊挂着一个容量为10,000升的燃油箱、两个总风缸和蓄电池组。

### 柴油机
NY6型柴油机车装用两台由MTU公司制造的MTU MB 16V 652 TB10型柴油机，该型柴油机是在戴姆勒-奔驰MB 839 Bb型柴油机基础上经过强化和改进而成的四冲程、16气缸、V型结构、预燃室式、废气涡轮增压、中间冷却的高速柴油机，气缸内径为190毫米，活塞行程为230毫米，气缸夹角为45°，UIC标定功率为2,300马力，装车功率为2,150马力，标定转速为每分钟1,400转。在V型夹角上面布置着两台勃朗-包维利公司（BBC）制造的VTR 250型涡轮增压器，每台增压器旁边还设有用于冷却增压空气的中冷器，其排气管与柴油机进气管相连。柴油机采用整体铸铁机体、特种铸铁湿式气缸套、钢顶铝裙组合式油冷活塞、合金钢整体锻造曲轴、单体式铸铁气缸盖、叉形连杆组、硅油减震器。

### 传动系统
NY6型柴油机车是采用双机组设计的液力传动柴油机车，车上装有两套相同而又互相独立的动力传动机组，分别驱动两个三轴转向架。液力传动系统包括液力变速箱、分配齿轮箱、车轴齿轮箱、中间支承、万向轴等部分组成。主传动路线与NY5、NY7型机车基本相同，液力变速箱的安装位置靠近车体中部，而柴油机则安装在司机室之后，分配齿轮箱安装在转向架构架上。柴油机输出的功率经第一万向轴传给液力变速箱，然后从液力变速箱输出的扭矩经第二万向轴、中间支承装置、第三万向轴传入分配齿轮箱，最后从分配齿轮箱经过第四、第五、第六万向轴分别传给前后三个车轴齿轮箱。
NY6型柴油机车采用多循环圆结构型式的福伊特L820rU型液力变速箱，变速箱内装有两个结构参数不同的液力变扭器，包括一个起动变扭器、一个运转变扭器、一对机械式换向齿轮和两个液力制动耦合器。起动变扭器和运转变扭器均为单级离心式涡轮。液力传动装置根据机车速度和柴油机功率的变化，利用充排油使变扭器自动接入或退出工作来实现自动换挡，换档时牵引力无级变化。当额定输入转速为每分钟1430转时，液力变速箱最大输入功率为2000马力。换向机构采用带有变扭器微量充油功能的风动齿轮离合器。传动装置并设有KB510/41型液力制动器，机车运行于长大下坡道或减速时，使用液力制动可减少闸瓦磨耗。

### 转向架
机车走行部为两台三轴转向架，其结构与NY5型机车转向架基本相同。构架采用钢板焊接箱型结构，车轴轴箱采用导框式定位，并装有锥形橡胶轴端缓冲装置。每台转向架侧梁上设有两个油浴式摩擦旁承，车体重量便通过四点旁承支承在转向架上，转向架相对于车体的横向弹性位移依靠二系弹簧的横向刚度来实现，而最大横向位移则以侧承加以限制。机车设有二系悬挂装置，一系悬挂为轴箱两侧的螺旋弹簧，以及并联的垂向油压减震器。二系悬挂为车体和旁承装置之间的螺旋弹簧组，车体和转向架之间亦有横向油压减震器以抑制横向高频振动。所有垂向和横向油压减震器均采用荷兰科尼公司（KONI）产品。靠近车体中部的两个轮对之间还设有均衡梁联接。牵引力和制动力通过车体和转向架间的中心低位牵引拉杆传递。机车采用克诺尔空气制动机，每个轮对设有一个制动缸，施行双侧闸瓦制动；和NY5型机车一样，NY6型机车同样设有防空转装置、防滑调节器、轮缘给油润滑装置。

## 机车命名
| 机车编号 | 名称     | 配属         | 备注   |
| -------- | -------- | ------------ | ------ |
| NY6-0010 | 共青团号 | 铁道部专运处 | 已摘牌 |

## 车辆保存
- NY6型0007号机车，曾配属于铁道部专运处，2009年退役后，移交中国铁道博物馆永久收藏。
- NY6型0009号机车，曾配属于铁道部专运处，2009年退役后，移交中国铁道博物馆永久收藏。

## 参看
- 德国联邦铁路V320型柴油机车
- TG400型柴油机车
- NY5型内燃机车
- NY7型内燃机车
- 东方红1型内燃机车
- 东方红3型内燃机车
- 东方红4型柴油机车
- 北京型内燃机车